# Lindskinn
Lindskinn (Peniophora rufomarginata) är en svampart som först beskrevs av Christiaan Hendrik Persoon, och fick sitt nu gällande namn av Bourdot & Galzin 1912. Lindskinn ingår i släktet Peniophora och familjen Peniophoraceae.  Arten är reproducerande i Sverige. Inga underarter finns listade i Catalogue of Life.